# Jedediah Smith

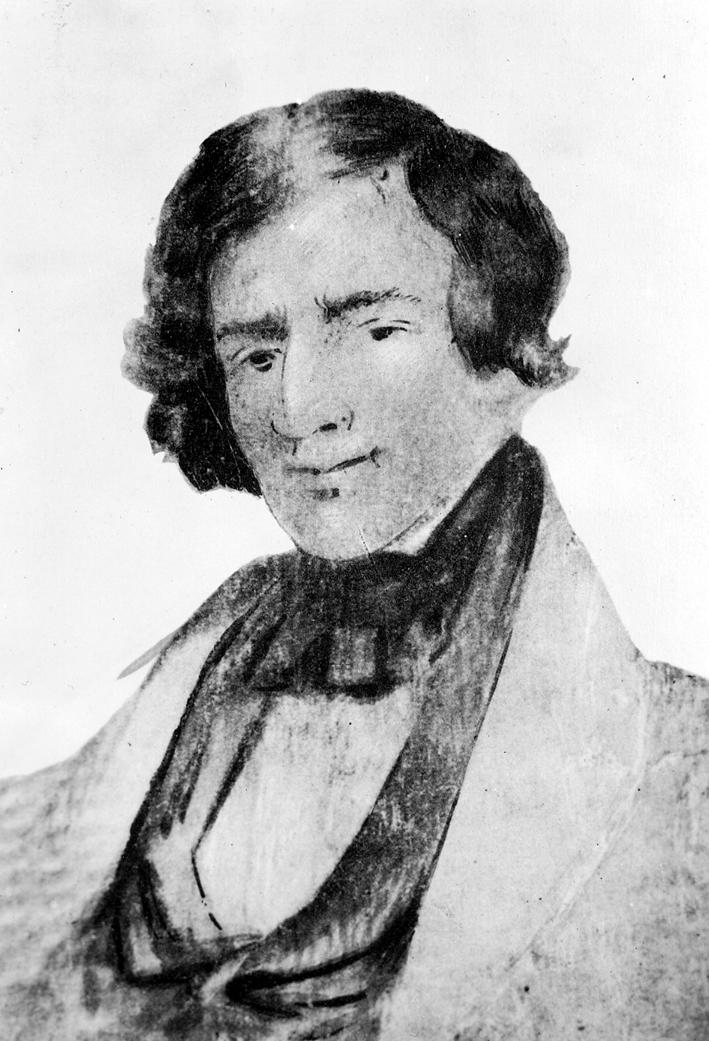
Jedediah Smith. Teckningen är ritad av en vän till Smith efter hans död, cirka 1835. Detta är den enda samtida bilden av Smith.

Jedediah Strong Smith, född den 6 januari 1799 i Jericho (numera Bainbridge) i New York, troligen död den 27 maj 1831, var en amerikansk jägare och pälshandlare som har gått till historien som utforskare av Klippiga bergen och de nordamerikanska områdena väst och sydväst därom under 1800-talet.

## Utforskning av Nordamerika

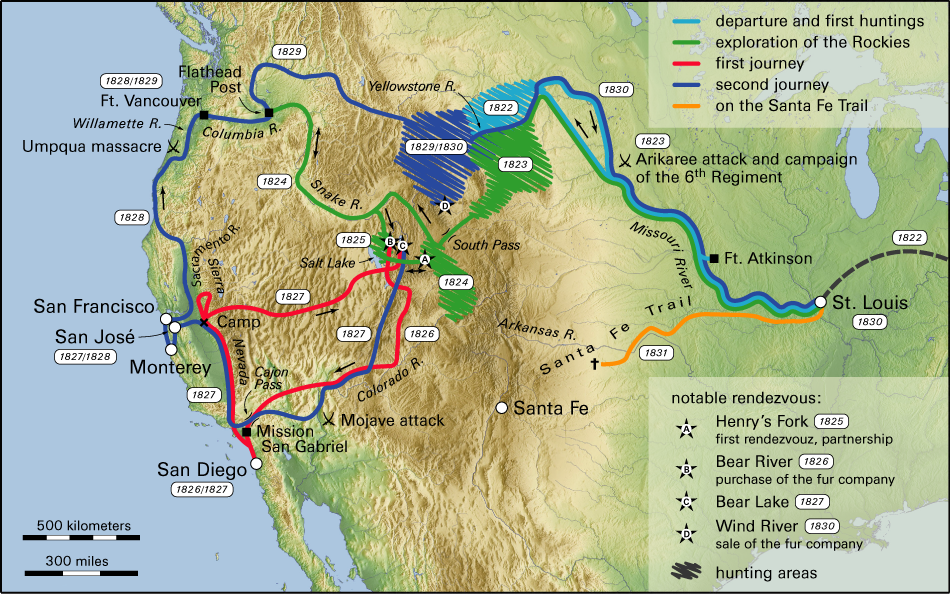
Jedediah Smiths utforskning av västern.

Smith var den första europeiskättade personen som nådde Kalifornien landvägen. Under 1820-talet ledde han flera expeditioner genom västra Nordamerika och utforskade bland annat Stillahavskusten från San Diego till Columbiafloden, samt South Pass (med hjälp av kråkindianerna), vilket kortade ner resrutten över Klippiga bergen.
Smith ägnade sig sedermera åt pälshandel i Santa Fe i New Mexico. Under en resa från Saint Louis till Santa Fe i maj 1831 lämnade Smith gruppen för att leta efter vatten, men återvände aldrig. Resten av gruppen fortsatte till Santa Fe i hopp om att han hade fortsatt dit. Han fanns inte där, men de fann en mexikansk köpman som sålde flera av Smiths personliga tillhörigheter. Köpmannen påstod sig ha fått dem av några comanchejägare som hade tagit dem från en vit man de hade dödat i närheten av Cimarronfloden. Smiths kropp återfanns aldrig.
För sitt pionjärskap har Smith fått ge namn åt ett antal platser i västra USA, som Jedediah Smith Redwoods State Park och Smithfloden i norra Kalifornien, och Jedediah Smith Wilderness i Wyoming.

### Fotnoter
1. ↑  ”Map of an Exploring Expedition to the Rocky Mountains in the Year 1842, Oregon and North California in the Years 1843-44”. World Digital Library. 28 maj 1844. http://www.wdl.org/en/item/6768/. Läst 22 juni 2013.
2. 1 2  ”Jedediah Smith Route 1828”. endoftheoregontrail.org. Arkiverad från originalet den 12 april 2007. https://web.archive.org/web/20070412133955/http://www.endoftheoregontrail.org/oregontrails/jedsmith.html. Läst 11 mars 2007.
3. 1 2  Klesinger, Bill. ”The Mountain Man Jedediah Strong Smith”. Arkiverad från originalet den 25 februari 2008. https://web.archive.org/web/20080225123142/http://www.klesinger.com/jbp/jsmith.html. Läst 11 mars 2007.

### Övriga referenser
- Morgan, Dale L. Jedediah Smith and the Opening of the American West. Bison Books, University of Nebraska Press, 1964. ISBN 0-8032-5138-6
- Maurice S. Sullivan, The Travels of Jedediah Smith (Lincoln, University of Nebraska Press, 1992), 13.
- Maurice S. Sullivan, "Jedediah Smith, Trader and Trail Breaker", New York Press of the Pioneers, 1936.